# Rotenkamp
Rotenkamp ist ein Ortsteil der Stadt Königslutter am Elm im Landkreis Helmstedt und hat derzeit ca. 220 Einwohner.

## Geografie

### Lage
Rotenkamp liegt am westlichen Ausläufer des Sundern. Südlich des Dorfes fließt die Scheppau, die auch die Gemarkungsgrenze darstellt.

## Geschichte

### Name
Rotenkamp wurde 1346 das erste Mal urkundlich erwähnt. Der Name steht vermutlich für ein freies Feld, das durch Rodungen geschaffen wurde. In der näheren Umgebung finden sich weitere Dörfer, die auf -rode enden, bspw. Beienrode.

### Ortsbild
Der Kern von Rotenkamp geht auf einen Rundling mit einer Kapelle im Zentrum zurück, der nur von Nordwesten zugänglich war. Bis heute lässt sich der Ursprung als Rundling besonders gut in der Stichstraße „Ackerwinkel“ erkennen, auch wenn die Niederdeutschen Hallenhäuser aufgrund geänderter Bewirtschaftungsformen durch die mitteldeutsche Bauweise ersetzt wurden.
Die weitere Bebauung seit dem 19. Jahrhundert schließt sich südlich und nördlich des Rundlings an. Generell liegt die Bebauung schwerpunktmäßig entlang der Ortsdurchgangsstraße.

## Politik

### Ortsrat
Am 11. September 2016 fanden in Rotenkamp Kommunalwahlen statt. Gemeinsam mit Boimstorf wählte Rotenkamp einen Ortsrat. Angetreten waren Vertreter der Freien Liste Rotenkamp (FL) und der Freien Liste Boimstorf (FLB). Bei den Wahlen zuvor wählten die beiden Ortsteile noch jeweils eigene Ortsräte.
| Parteien und Wählergemeinschaften | Parteien und Wählergemeinschaften | % 2016  | Sitze 2016 | % 2011  | Sitze 2011 |
| FL                                | Freie Liste Rotenkamp             | 51,20   | 4          |         | 5          |
| FLB                               | Freie Liste Boimstorf             | 48,79   | 3          |         |            |
| gesamt                            | gesamt                            | 100     | 7          | 100     | 5          |
| Wahlbeteiligung in %              | Wahlbeteiligung in %              | 72,63 % | 72,63 %    | 75,63 % | 75,63 %    |

## Wirtschaft und Infrastruktur

### Öffentliche Einrichtungen
Rotenkamp verfügt über eine Freiwillige Feuerwehr. Des Weiteren gab es früher vor Ort an der Straße „Im Rodekamp“ eine Schule, deren Gebäude heute als Dorfgemeinschaftshaus genutzt wird.
Ca. einen Kilometer nördlich der Ortsrandes verläuft die Bundesautobahn 2, die ca. 2,5 km nordwestlich von Rotenkamp am Autobahnkreuz Wolfsburg-Königslutter die Bundesautobahn 39 schneidet. Die nächstgelegenen Anschlussstellen sind Königslutter (A2) und Scheppau (A39).
Ebenfalls am nördlichen Ortsrand befindet sich der ehemalige Bahnhof von Rotenkamp, der an der Bahnstrecke Schandelah-Oebisfelde lag. Die am 10. Oktober 1902 eröffnete Strecke wurde im Personenverkehr seit 1975 nicht mehr bedient. Seitdem ist Rotenkamp über Busse an den öffentlichen Personennahverkehr angebunden. Das Bahnhofsgebäude befindet sich in einem guten Zustand und wurde für Wohnzwecke renoviert.

## Religion

### St. Georgskirche
Im Zentrum des Dorfes steht leicht erhöht die evangelisch-lutherische St. Georgskirche. Bei ihr handelt es sich um eine kleine Kapelle, die in ihrer Größe auf das Mittelalter zurückgeht, während das heutige Erscheinungsbild vor allem durch Renovierungen in den Jahren 1886/1887 geprägt wurde. In den 1960er Jahren wurden die historisierenden Malereien überstrichen, aber bereits 1995 restauriert.